# Santa Maria Magdalena de Perpinyà
El convent de Santa Maria Magdalena de Perpinyà era un priorat benedictí de la ciutat nord-catalana de Perpinyà, de la comarca del Rosselló dedicat a acollir les prostitutes penedides. Per això el carrer on es troba conserva el nom antic de carrer de les Repenedides.
Estava situat en el carrer de Santa Maria Magdalena, o de les Repenedides, a la cantonada dels carrers dels Agustins i de Santa Magdalena, o de les Repenedides, a la part baixa del barri de Sant Mateu.
La reina Esclarmonda de Foix, muller de Jaume II de Mallorca, és esmentada com a influent en la seva implantació a Perpinyà. Des del 1261 consten llegues testamentàries a favor d'aquest monestir, molt abans de la intervenció d'Esclarmonda de Foix. Cal tenir en compte que una de les dues capelles del Palau Reial és també dedicada a Santa Maria Magdalena.
A partir del segle xv, aquest convent inicià una decadència que duia, el 1502, a la instal·lació en aquest convent de les Clarisses, que s'hi estigueren uns anys. El 1543 la comunitat era dissolta i l'edifici es dedicava a hospital.